# Cirrhatulus caribous
Cirrhatulus caribous är en ringmaskart som beskrevs av Grube 1859. Cirrhatulus caribous ingår i släktet Cirrhatulus och familjen Cirratulidae. Inga underarter finns listade i Catalogue of Life.